# 6. kolovoza
6. kolovoza (6. 8.) 218. je dan godine po gregorijanskom kalendaru (219. u prijestupnoj godini). Do kraja godine ima još 147 dana.

## Događaji
- 1806. – abdikacija Franje II. i ukinuće Svetoga Rimskog Carstva
- 1825. – Bolivija se osamostalila od Španjolske
- 1890. – prvo pogubljenje elektrokucijom (na električnoj stolici) izvršeno nad Williamom Kemmlerom
- 1911. – Dužijanca, prastari žetveni praznik Hrvata, prvi je put održana kao javna svetkovina, pred crkvom sv. Roka u Keru. Organizatori su bili župnik Blaško Rajić i Bunjevačko divojačko društvo s čelnicom Justikom Skenderović
- 1919. – Antantine intervencionističke čete zauzimaju Budimpeštu; kraj Mađarske Sovjetske Republike
- 1932. – otvoren prvi Venecijanski filmski festival
- 1940. – Estonija ušla u sastav SSSR-a
- 1945. – američki bombarder B-29 izbacio atomsku bombu nazvanu Little Boy (Mali dječak) na japanski grad Hirošimu, zbog čega je poginulo 80 000 ljudi, a još ih je 60 000 umrlo od posljedica zračenja do kraja godine; pretpostavlja se da je bomba usmrtila ukupno 200 000 osoba
- 1962. – osamostaljenje Jamajke
- 1965. – The Beatles izdali album Help!
- 1978. – Clemente Domínguez y Gómez osnovao Palmarijansku Kršćansku Crkvu
- 1991. – Tim Berners-Lee predstavio projekt World Wide Web

## Rođenja i smrti
| - 1775. – Daniel O'Connell, irski političar († 1847.) - 1881. – Sir Alexander Fleming, škotski mikrobiolog i biolog koji je otkrio penicilin († 1955.) - 1928. – Andy Warhol, američki slikar, dizajner i filmski stvaratelj († 1987.) - 1936. – Dražan Jerković, hrvatski nogometaš, reprezentativac, trener, sportski direktor i izbornik († 2008.) - 1938. – August Kovačević, hrvatski jezikoslovac, akademik HAZU - 1948. – Goran Tribuson, hrvatski akademik - 1965. – David Robinson – američki košarkaš - 1978. – Marisa Miller, američki model - 1983. – Olga Bezsmertna, ukrajinska operna pjevačica - 1997. – Dea Presečki, hrvatska glumica - 1997. – Marcus Thuram, francuski nogometaš | - 258. – Siksto II., papa - 1221. – Sveti Dominik Guzman, svetac, utemeljitelj dominikanskog reda (* oko 1171.) - 1637. – Ben Jonson, engleski dramatičar (* 1572.) - 1889. – Adolf Veber Tkalčević, hrvatski filolog, književnik, književni kritičar i estetičar (* 1825.) - 1969. – Theodor Adorno, njemački filozof (* 1903.) - 1978. – Pavao VI., papa (* 1897.) - 1993. – Ben Klassen, američki kreativist i izumitelj (* 1918.) - 2008. – Krešo Novosel, hrvatski TV urednik, novinar i pisac (* 1926.) - 2009. – Savka Dabčević-Kučar, hrvatska političarka i ekonomistica (* 1923.) - 2011. – Marijan Domić, hrvatski trubač, aranžer i skladatelj (* 1934.) |

## Blagdani i spomendani
- Dan grada Gline
- Dan grada Slunja

## Imendani
- Predrag